# 쓰시마 해전

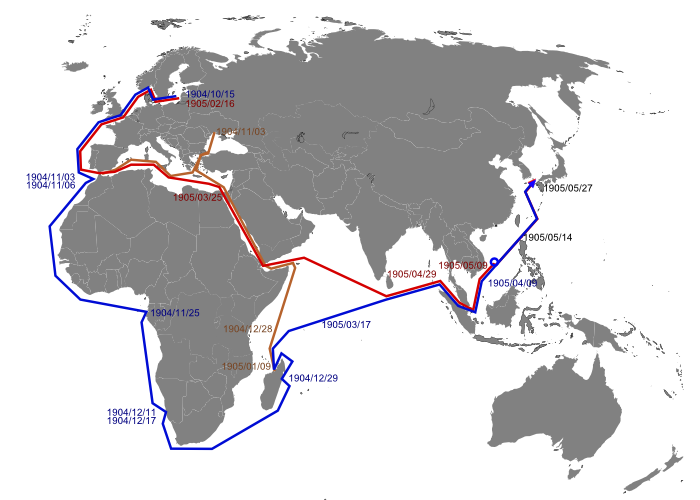
발트해 함대의 이동경로

쓰시마 해전(対馬沖海戦, 일본어: 日本海海戦, 러시아어: Цусимское сражение)은 1905년 러일 전쟁 중 쓰시마섬 부근 바다에서 일본 연합함대와 러시아 발트 함대 사이에서 벌어진 전투이다. 노급전함을 주력으로 한 함대가 정면으로 격돌한 최대의 해전이었다.
일본 해군이 승리했고, 러시아 발트해 함대는 전멸했다. 일본에서는 일본해 해전이라 부르고 한국에서는 대마도 해전이라 부른다. 이후 일본은 포츠머스 조약에서 상당한 이득을 얻을 수 있었다.

## 배경
러일전쟁 중 러시아는 일본을 압박하기 위해 함대를 동원한다. 하지만 일본 해군보다 3배나 많은 함대를 보유하면서도 각 지역에 흩어진 러시아 함대를 모으기는 쉽지 않았다. 흑해 함대는 오스만 제국 때문에 출동이 불가능했기에 출동 가능한 함대는 태평양 함대 밖에 없었다.
러시아 해군 사령부는 태평양함대만으로는 일본함대에 대항하기는 어렵다고 생각해 지노비 로제스트벤스키 제독이 이끄는 발트 함대와 니콜라이 네보가토프 제독이 이끄는 제3태평양함대를 추가로 파견했다.
그러나 여기서 여러 가지 문제가 발생했는데 주력함대를 유럽에서 동아시아까지 이동시키는 일은 당시로써는 처음 있는 일이었고, 함대의 대부분이 증기선이기에 항상 석탄 공급이 필요했다. 그러기 위해서는 수시로 보급할 수 있는 항구가 필요했고, 또한 거리를 단축하기 위해서 수에즈 운하를 통과해야만 했다.
그런데 러시아는 이들 항구와 운하를 지배한 영국과 사이가 매우 안좋았다. 1904년 10월 21일 북해에서 일어난 도거 뱅크 사건에서 러시아 해군은 영국 어선을 일본 어뢰정으로 오인하고 공격했던 것이다.
이 사건으로 당시 영일동맹을 맺고 있던 영국은 일본을 지지했고, 스페인에게 러시아 발트 함대에 보급을 하지 말라는 압력과 함께 영국 식민지 항구에도 발트 함대의 입항을 금지시켰다. 영국은 러시아의 발트 함대 측에게 '귀하의 배는 너무 커서 이 좁은 수에즈 운하를 통과하지 못합니다.'라는 공식적인 사유를 들어 수에즈 운하의 통과를 차단했다.
사실상 수에즈운하 통과도 일부 작은 선박만 보유한 함대만 가능하여 함대를 둘로 나누어 제2태평양함대 주력은 아프리카 대륙 남쪽 끝 희망봉을 돌았고, 함대는 마다가스카르섬의 노스베항에서 합류했다. 이렇게 하여 발트 함대는 본의 아니게 세계 일주를 하게 되었다.
이후 인도양에서는 러시아의 우호국 항구는 매우 적었고, 동맹국 프랑스에게도 냉대를 받아 약 반년간의 항해는 피로가 극에 달했고, 사기도 매우 저하되었다. 발트 함대는 프랑스령 인도차이나에서 석탄과 식량 등 군수물자를 보충하려 했으나 프랑스측에서 물자를 원래 가격의 10배로 요구하는 바람에 물자를 제대로 보급하지 못했다. 결국 블라디보스토크에서 물자를 조달하기로 결정하고 제2, 제3 태평양함대는 1905년 프랑스령 인도차이나의 캄란 만에서 합류한 뒤 블라디보스토크를 목표로 항해를 시작했다.
한편 일본 연합함대는 동아시아에 있던 러시아 태평양함대를 황해 해전과 울산 해전에서 격파해 무력화 시킨 뒤 발트 함대와 대결할 준비에 여념이 없었다. 하지만 문제가 있었다. 발트 함대를 어디서 맞아 싸워야 하는 것이었다. 캄란만에서 블라디보스토크로 향하는 항로는 3곳으로 쓰시마 해협, 쓰가루 해협, 소야 해협이었다.
러시아 함대에 비해 세력이 열세인 일본 연합함대는 이중 1곳에 전력을 집중시켜야 했다. 일단 2곳은 거리상 및 기뢰에 의한 방어가 튼튼했기에 도고 헤이하치로 제독은 쓰시마 해협을 통과할거라 예상하고, 한반도 남부해안에 주력함대를 배치하고 경계망을 폈다.
5월 14일 발트 함대가 캄란항을 출항했으나, 5월 19일부터 소식이 묘연했다. 발트 함대의 진로를 알 수 없게 된 일본 연합함대는 초초해지기 시작했고, 발트 함대가 태평양에서 홋카이도로 향했을지도 모른다는 가능성도 있었다.
5월 24일 도고는 일본 대본영에 연락해 홋카이도로 이동하고자 한다는 전보를 보냈고, 대본영에서는 일단 신중하게 기다리라는 연락이 왔다. 도고는 5월 26일 정오까지 기다리다 이동하기로 마음먹었다.
5월 26일 오전 발트 함대의 석탄운반선 6척이 상해에 5월 25일 저녁에 입항했다는 정보가 들어왔다. 운반선이 함대에서 떨어져 나왔다는 것은 항속거리가 긴 태평양 루트로는 가지 않는다는 것이 증명되었다. 이것으로 도고는 쓰시마 해협에서 발트 함대를 기다리기로 했다. 만약 운반선이 하루라도 늦게 입항했다면 도고의 함대는 홋카이도를 향하고 있을지도 몰랐다.
1905년 5월 27일 오전 2시 45분, 규슈 서쪽해역 203호 지점에서 연합함대의 순양함 시나노마루가 발트 함대의 병원선 오룔의 조타를 발견했고, 뒤이어 발트 함대의 모습을 확인하고 4시 45분에 “적함 발견”이란 의미가 있는 "타타타타타"(실제 타의 연속)로 시작되는 “적함 203지점에서 나타남 0445”을 타전했다.
곧 시나노마루는 순양함 이즈미와 교대 후, 적에게 발견되지 않게 이탈했다. 이즈미는 적의 위치와 방향을 무선으로 연합함대에 통보했다.

## 전투 과정

1905년 5월 27일 ~ 28일의 해전

시나노마루가 야간에 병원선을 발견한것은 병원선이 조타관제를 지키지 않았기 때문이었다. 발트 함대는 시나노마루가 무선으로 통보하는 동안에도 포격을 가하지 않았고, 전파방해도 하지 않았다.
강력한 무선기를 갖고 있던 우랄 함장의 방해전파 발신허가에 대해 로제스트벤스키 제독은 “일본측의 무선을 방해해야 한다”라고 명령했다. 시나노마루가 야간동안 발트 함대를 관측하면서 전파를 발신하는 동안 러시아 함대는 이들을 발견할 수 없었다.(당시 무선방위 측정기는 실용화 이전이었다)
5시 05분 한반도의 진해만에 대기중인 연합함대가 출항했다. 바다가 거칠었기에 원래 계획이던 기뢰작전은 하지 않고, 포격전 위주로 전투를 진행하기로 의견이 모아졌다.
10시 최초로 달려온 연합함대 제5,6 전대가 발트 함대를 확인했다. 11시 최초로 발트 함대에서 위협 포격을 가했고, 서로간의 포격이 벌어졌으나 전투 상태로까지 번지지 않고 일정거리를 유지했다.
양쪽 모두 1발의 명중탄도 없었으나 이때 일본 연합함대의 일부가 발트 함대 앞을 가로지르기를 몇번을 하여 발트 함대는 대열이 2열종대에서 3열종대로 바뀌었고, 순양함 함대는 후열로 밀리게 되었다.
13시 39분까지 연합함대의 모든 함대가 집결하고, 연합함대 주력 제1, 제2 전대가 발트 함대를 좌현 남쪽에서 시야로 확인하자 전투 깃발을 내걸고 전투 개시를 명령했다. 13시 55분 도고는 연합함대 기함 미카사에서 Z기를 기양하라고 지시했다. Z기는 "황국의 흥폐, 이 전투에 달려있다. 각 대원은 한층 분발노력하라."라는 의미를 가진 신호기였다.
14시 2분 침로를 남서로 정한 연합함대와 침로를 북동으로 정한 발트 함대는 반항로(평행과는 다른)상에 있었다. 14시 3분 양측 함대의 거리가 11,000m까지 접근했다. 거리 8,500m 에 이르자 포술장교가 포격전의 사격준비를 우현으로 할것인지 좌현으로 할것인지 물었다.
어느덧 거리 8,000m가 되자, 도고는 오른손을 높이 들어 왼쪽으로 반원을 그리는 모습을 보였고, 선두에 있던 기함 미카사는 크게 좌현으로 돌기 시작했고 러시아군 앞에서 대반전하는 일명 ‘정자전법’ 혹은 ‘도고 턴’의 개시였다.

## 결과
러시아 함대는 전함, 순양함의 대부분을 침몰 혹은 나포당해 대부분의 전력을 이 해전에서 잃어버렸다. 일본함대의 피해는 경미했다. 대함대끼리의 해전임에도 불구하고 피해의 차가 이렇게 크게 난것은 별로 없었기에 해전사 역사상 매우 보기 드문 승리였다.
이 승리는 세계를 놀라게 했고, 포츠머스 조약을 체결할 시 일본에게 매우 유리한 입장을 차지할 수 있게 해주었다.
- 양국 함대의 피해
  - 러시아 함대: 격침 16척(전함 6척, 기타 10척), 자침 5척, 나포 6척, 중립국 도피 6척, 자국항 도착 3척(순양함 아르마즈, 구축함 브라브이, 크로즈누이)
    - 승무원: 전사 4,830명, 포로 6,106명 (지노비 로제스트벤스키, 니콜라이 네보가토프 제독 포함)

  - 일본함대: 침몰 3척(수뢰정 3척)
    - 승무원: 전사 117명, 부상 583명

## 참가 병력

### 일본 제국 해군
연합함대는 제1함대, 제2함대, 제3함대 그리고 특무함대로 구성되어 있었다. 그리고 인사 구성은 아래와 같았다.
- 연합함대 사령장관 : 도고 헤이하치로 대장
- 참모장 : 가토 도모사부로 소장
  - 선임참모 : 아키야마 사네유키 중좌
  - 참모 : 이이다 히사츠네 소좌, 키요카와 주이치 대위
  - 부관 : 나가타 야스지로 소좌
- 기관장 : 야마모토 야스지로 기관총감
- 군의장 : 스즈키시게미치 군의총감
- 총무장 : 카와치 야사쿠 주임

#### 제1함대
제1함대는 연합함대 사령부가 직접 지휘했다.
- 제1전대(사령관 미스 사타로 소장, 참모 마츠이 켄키치 중좌, 토스 타마키 대위)
  - 일등전함 : 미카사 (기함), 시키시마, 후지, 아사히
  - 장갑순양함 : 가스가, 닛신
  - 통보함 : 타쓰타
- 제3전대(사령관 : 데와 시게토 중장, 참모 야마지 카즈요시 중좌, 마루야마 스미타로 대위)
  - 순양함 : 가사기, 치토세, 오토와, 니타카
- 제1구축함대
  - 구축함 : 하루사메, 후부키, 아리아케, 아라레, 야마비코, 아카츠키
- 제2구축함대 : 오보로, 덴, 카미나리, 아케보노
- 제3구축함대 : 시노노메, 우스구모, 카스미, 사자나미쿠모
- 제14정대 : 치토세, 슈, 마나즈루, 카사사기

#### 제2함대
제2함대는 사령관 가미무라 히코노조 중장, 참모장 후지이 고이치 대좌, 선임참모에 사토 데쓰타로로 지휘부가 구성되어 있었다.
- 제2전대
  - 장갑순양함 : 이즈모 (기함), 아즈마, 도키와, 야쿠모, 아사마, 이와테
  - 통보함 : 치하야
- 제4전대
  - 순양함 : 나니와 (기함), 다카치호, 아카시, 쓰시마
- 제4구축함대
  - 구축함 : 아사기리, 무라사메, 하쿠운, 아사시오
- 제5구축함대
  - 구축함 : 시라누이 (기함), 고오쿠모, 유우기리, 카게로오
- 제9정대
  - 어뢰정 : 아오타카 (기함), 간, 엔, 도바토
- 제19정대
  - 어뢰정 : 카모메 (기함), 오오토리, 키지

#### 제3함대
제3함대
- 제5전대
  - 순양함 : 이쓰쿠시마 (기함), 마쓰시마, 아시다테
  - 2등전함 : 진원
  - 통보함 : 아에야마
- 제6전대
  - 순양함 : 스마 (기함), 이즈미, 치요다, 아키쓰시마
- 제7전대
  - 2등전함 : 후소 (기함)
  - 해방함 : 다카오
  - 포함 : 지쿠, 초카이, 마야, 우지
- 제1정대
  - 어뢰정 : 제67호, 제68호, 제69호(기함), 제70호
- 제10정대
  - 어뢰정 : 제9호, 제40호, 제41호, 제43호 (기함)
- 제11정대
  - 어뢰정 : 제72호, 제73호, 제74호, 제75호
- 제15정대
  - 어뢰정 : 히바리 (기함), 사기, 하이타카, 우즈라
- 제20정대
  - 어뢰정 : 제62호, 제63호, 제64호, 제65호

#### 특무함대
특무함대는 사령관 오구라 뵤이치로 소장과 참모 히라오카 테이치 중좌, 부관 오쿠타 테키치가 지휘하는 지원 부대로 주로 징용된 상선으로 구성된 전투에 직접 참가하지 않는 지원 부대였다.
- 가장순양함 : 아메리카마루, 사도마루, 시나노마루, 만슈우마루, 하치만마루, 타이난마루
- 특무함 : 쿠마노마루(熊野丸), 카스가마루(春日丸)

### 러시아 제국 해군
아래는 일본에서 설정한 함정의 구분이며, 해전에 참가하지 않은 함정은 포함하지 않았다. 제2 태평양 함대
- 사령관 : 지노비 로제스트벤스키 중장, 참모장 : 쿠라삐에 드 코론구 대령
- 제1 전함 부대 ※ 제 2 태평양 함대 사령부 직접 통솔
  - 전함 : 크냐지 스보로프 (함대 / 부대 기함), 임페라토르 알렉산드르 3세, 보로디노, 오룔
- 제2 전함 부대 (사령관 : 폴케르삼 소장)
  - 전함 : 오슬랴뱌 (부대 기함) 시소이 벨리키, 나바린
  - 일등함 : 아드미랄 나키모프
  - 제3 전함 부대 (사령관 : 니콜라이 네보가토프 소장)
  - 전함 : 임페라토르 니콜라이 1세 (부대 기함)
  - 해방 전함 : 게네랄 아드미랄 아프라크신, 아드미랄 세니아빈, 아드미랄 우샤코프
- 제1 순양함대 (사령관 : 엔크위스토 소장)
  - 일등함 : 오레크 (부대 기함) 아브로라, 드미트리 돈스코이, 블라디미르 모노마프
- 제2 순양함대
  - 이등 순양함 : 스베틀라나 (부대 기함) 알마즈, 젬추크, 이즘루트
- 제1 구축함 함대 (1907년까지 러시아 구축함에 해당하는 말이 없었고 어뢰정으로 분류하고 있었지만, 일본 측에서 구축함으로 분류했다.)[3]
  - 구축함 : 부이누이, 베도부이, 부이스쯔루이, 부라부이
- 제2 구축함 함대
  - 구축함 : 그로즈누이, 그로무키, 보도루이, 브레스차아쉬, 베즈루표치누이
- 수반 함선
  - 가장 순양함 : 우랄
  - 공작선 : 캄차카
  - 수송선 : 아나디리, 이루쯔이시, 코레야, 루시, 스뷔리
  - 병원선 : 오룔, 코스토로마

## 기타
- 일본해군은 흑색화약 대신 성능이 우수한 새로운 화약(시모세 화약)과 정밀한 신관(이주인 신관)을 사용하였다.
- 굴리엘모 마르코니가 1894년 발명한 무선전신기술을 이용해 1903년 제식채용한 36식 무선전신기는 발트 함대 발견시 본국에 연락하는 중요한 역할을 맡았다.

## 같이 보기
- 러일전쟁
- 트라팔가르 해전

Z기

  - 영국은 각자가 자신의 의무를 다할 것을 기대한다(England expects that every man will do his duty)
- 국제 신호기
  - Z기(영어판) - 쓰시마 해전 이후 구일본해군과 (해상)자위대 그리고 일본우익들이 '황국의 흥폐 이 일전에 있다, 각자 한층 분려노력하라'라는 독자적 의미를 부여하여 사용해 오고 있다

## 참고 자료
- マヌエル・ドメック ガルシア 著 津島勝二 訳 『日本海海戦から100年 アルゼンチン海軍観戦武官の証言』 鷹書房弓プレス ISBN 4-8034-0489-5
- 吉村昭 『海の史劇』 新潮文庫 ISBN 4-10-111710-1
- 野村実 『日本海海戦の真実』 講談社現代新書 ISBN 4-06-149461-9
- 半藤一利、戸高一成 『日本海海戦 かく勝てり』 PHP研究所 ISBN 4-569-63337-4
- 木村勲 『日本海海戦とメディア 秋山真之神話批判』 講談社選書メチエ ISBN 4-06-258362-3
- 別宮暖朗 『「坂の上の雲」では分からない日本海海戦 なぜ日本はロシアに勝利できたか』 並木書房 ISBN 4-89063-184-4
- 菊田慎典 『「坂の上の雲」の真実』 光人社 ISBN 4-7698-1181-0
- 近現代史編纂会 『面白いほどよくわかる日露戦争』 日本文芸社 ISBN 4-537-25208-1